# Peking-Pfeifenstrauch
Der Peking-Pfeifenstrauch (Philadelphus pekinensis) ist eine Pflanzenart aus der Familie der Hortensiengewächse (Hydrangeaceae). Sein natürliches Verbreitungsgebiet liegt in Korea und in mehreren Provinzen Chinas. Er wird manchmal wegen seiner dekorativen und duftenden Blüten als Zierstrauch verwendet.

## Beschreibung
Der Peking-Pfeifenstrauch ist ein 1 bis 2 Meter hoher Strauch mit kastanienbrauner und abblätternder Rinde. Junge Triebe sind kahl und oft purpurn überlaufen. 
Die Blätter sind einfach und haben einen 5 bis 12 Millimeter langen purpurn überlaufenen Blattstiel. Die Blattspreite ist länglich-eiförmig, 4 bis 9 Zentimeter lang und 1 bis 4,5 Zentimeter breit, lang zugespitzt mit keilförmiger Basis und gesägtem, selten ganzrandigem Blattrand. Die Blattoberseite ist kahl, die Blattunterseite ist graugrün und kann an den Adern schwach behaart sein. Es werden drei bis fünf Nervenpaare gebildet, die ebenfalls purpurn überlaufen sind.
Die Blüten stehen zu fünf bis sieben selten bis neun in dichten, kahlen Trauben mit einer 3 bis 5 Zentimeter langen Spindel. Die Einzelblüten sind 2 bis 3 Zentimeter breit und duftend. Der Blütenkelch ist kahl, hell gelblich grün, oft purpurn überlaufen und hat eiförmige, 4 Millimeter lange Kelchblätter. Die cremeweißen Kronblätter sind flach ausgebreitet, eiförmig, bis zu 1,2 Zentimeter lang, etwa 0,8 Zentimeter breit und vor dem Aufblühen auf der Rückseite purpurn gestreift. Griffel und Diskus sind kahl, der Griffel ist 4 bis 5 Millimeter lang. Die 25 bis 28 Staubblätter erreichen eine Länge von bis zu 1,7 Zentimeter. Die Früchte sind rundliche oder verkehrt-konische, 5 bis 7 Millimeter durchmessende Kapselfrüchte. Die Samen sind 3 bis 4 Millimeter groß. Die Art blüht von Mai bis Juli, die Früchte reifen von August bis Oktober.

## Verbreitung und Ökologie
Das natürliche Verbreitungsgebiet liegt in Korea und in den chinesischen Provinzen Hebei, Liaoning, Shaanxi und Shanxi. Vorkommen in Hubei, Zhejiang  und Jiangsu sind ungewiss. Die Art wächst in Steppen und Trockenwäldern in Höhen von 700 bis 900 Metern auf mäßig trockenen bis frischen, schwach sauren bis alkalischen, sandig-lehmigen bis lehmigen, nährstoffreichen Böden an sonnigen bis lichtschattigen Standorten. Sie ist wärmeliebend und meist frosthart.

## Systematik und Forschungsgeschichte
Der Peking-Pfeifenstrauch (Philadelphus pekinensis) ist eine Art aus der Gattung der Pfeifensträucher (Philadelphus) in der Familie der Hortensiengewächse (Hydrangeaceae), Unterfamilie Hydrangeoideae, Tribus Philadelpheae. Die Art wurde von Franz Joseph Ruprecht im Jahr 1857 erstbeschrieben.

## Verwendung
Der Peking-Pfeifenstrauch wird selten aufgrund seiner dekorativen und duftenden Blüten als Zierpflanze verwendet.

## Nachweise